# Coro nupcial
El Coro nupcial (en alemán Treulich geführt) es una marcha nupcial que forma parte de la ópera del compositor alemán Richard Wagner titulada Lohengrin, compuesta en 1850. Esta pieza es usada en las bodas del mundo occidental para la entrada de la novia. Su ubicación habitual en el inicio de una ceremonia nupcial no está del todo de acuerdo con su colocación en la ópera. El coro se canta después de la ceremonia por las mujeres de la fiesta nupcial, ya que acompañan a la protagonista, Elsa, a la cámara nupcial.

## Texto
Aunque en la mayoría de las ocasiones se toca el estribillo en el órgano sin canto, en Lohengrin se emplea esta letra al principio del acto 3.
| Treulich geführt ziehet dahin, wo euch der Segen der Liebe bewahr'! Siegreicher Mut, Minnegewinn eint euch in Treue zum seligsten Paar. Streiter der Tugend, schreite voran! Zierde der Jugend, schreite voran! Rauschen des Festes seid nun entronnen, Wonne des Herzens sei euch gewonnen! Duftender Raum, zur Liebe geschmückt, nehm' euch nun auf, dem Glanze entrückt. Treulich geführt ziehet nun ein, wo euch der Segen der Liebe bewahr'! Siegreicher Mut, Minne so rein eint euch in Treue zum seligsten Paar. | Fielmente guiada, ve allí, A donde la bendición del amor os preservará! El coraje triunfante, la recompensa del amor, Se une a vosotros en la fe como la más feliz de las parejas! ¡Campeón de la virtud, adelante! ¡Joya de la juventud, adelante! Huye ahora al esplendor de la fiesta de bodas, ¡Que las delicias del corazón sean tuyas! Esta habitación perfumada, adornada por amor, Ahora os lleva adentro, lejos del esplendor. Fielmente guiada, muévete ahora, ¡A donde la bendición del amor os preservará! Coraje triunfante, amor tan puro, ¡Se une a vosotros en la fe como la más feliz de las parejas! |

Ocho mujeres entonces cantan una bendición a una melodía separada.
| Wie Gott euch selig weihte, zu Freude weihn euch wir. In Liebesglücks Geleite denkt lang’ der Stunde hier! |

El coro repite entonces la primera sección, procediendo gradualmente fuera del escenario.
- Datos: Q1476098